# Gerwazy Reguła
Gerwazy Reguła (ur. 22 lipca 1969 w Chorzowie) – polski reżyser, oraz scenarzysta. Jest absolwentem Akademii Ekonomicznej Zarządzania i Marketingu (1994). Ukończył studia podyplomowe reżyserii (1997). Był jurorem w programie Zostań Gwiazdą Filmową.

## Nagrody
Otrzymał Nagrodę Specjalną Jury podczas 6. Festiwalu Debiutów Filmowych Krajów Bałtyckich w Swietłogorsku, jest laureatem III nagrody w polskiej edycji Międzynarodowego Konkursu Scenariuszowego o Nagrodę Hartley – Merrill za scenariusz "Krasnal" (2001), został laureatem I nagrody w konkursie organizowanym przez tygodnik "Film" na treatment filmu fabularnego za tekst "Strajk, seks i krasnoludki" (2001). Brązowy Granat na Ogólnopolskim Festiwalu Filmów Komediowych w Lubomierzu 2015 za film "Ostatni klaps"

## Reżyseria
- Angelus (2001), asystent
- Kariera Nikosia Dyzmy (2002), asystent
- Los Chłopacos (2003)
- Droga do raju (2008)
- Tajemniczy świat informacji (2014)
- Ostatni klaps (2015)